# Waadhoeke
Waadhoeke es un municipio de la provincia de Frisia en los Países Bajos, creado el 1 de enero de 2018 por la fusión de los antiguos municipios de Franekeradeel, het Bildt, Menameradiel y cuatro pueblos de Littenseradiel. La población estimada es de unos 46 000 habitantes.
Toma su nombre, aprobado por votación popular, del mar de Frisia, en frisón Waadsee. Consta de 41 núcleos de población oficiales, de los que el mayor es Franeker, donde se localiza el ayuntamiento. Los nombres oficiales, según los municipios de procedencia, son los holandeses en los antiguos municipios de Franekeradeel y Bildt, y los frisones en Menameradiel y Littenseradiel

## Galería

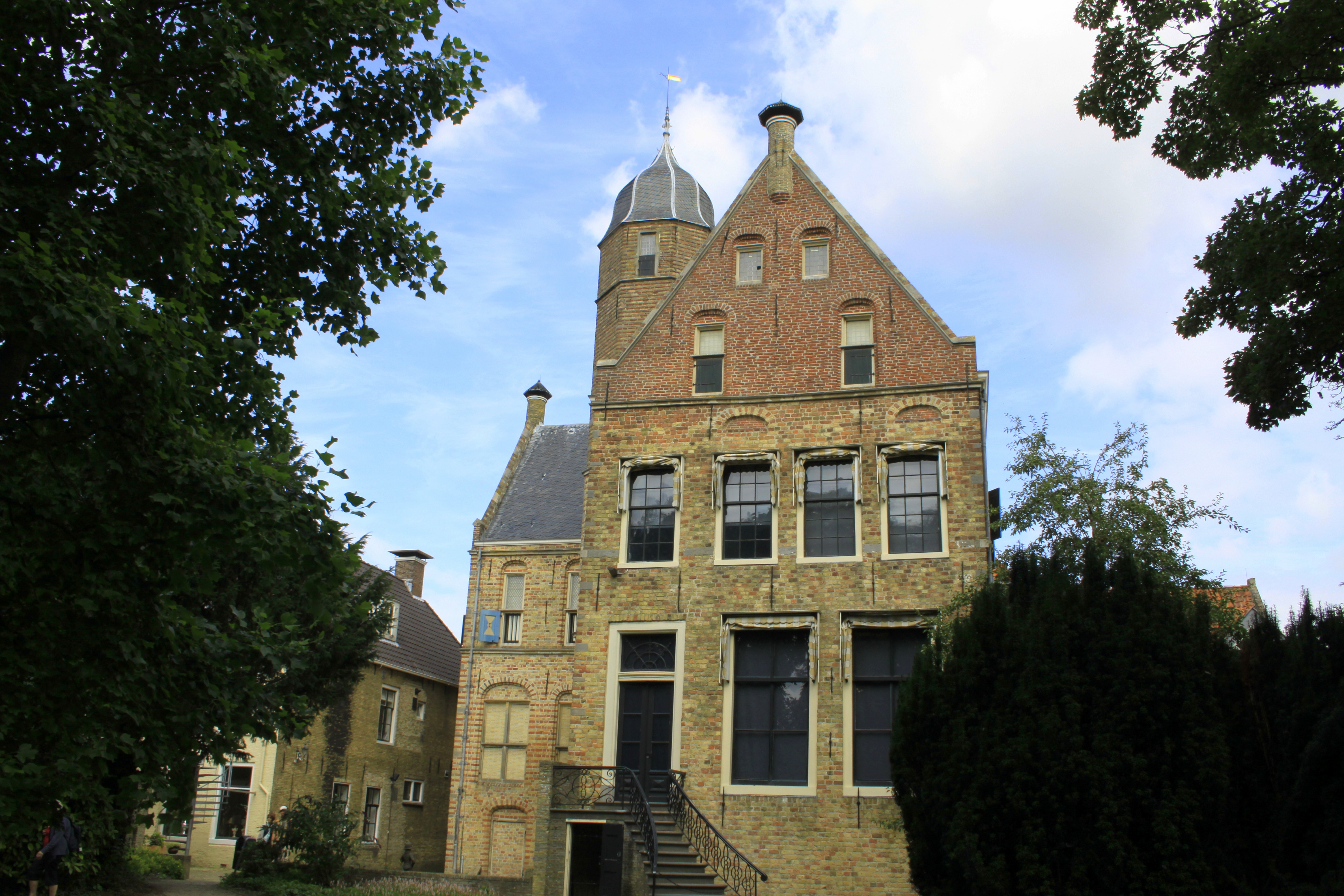
Franeker: Museo Martena
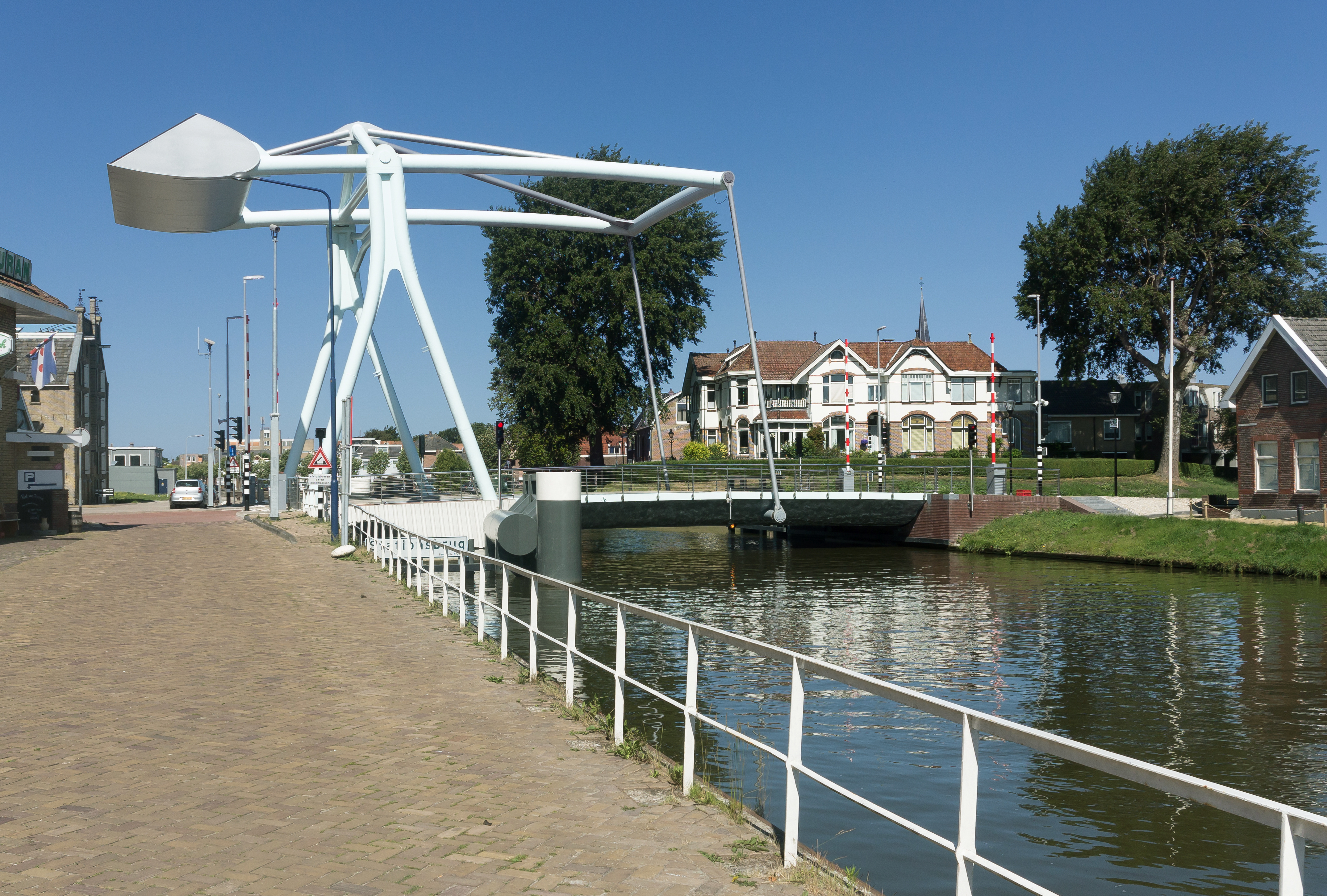
Franeker, el puente giratorio: de Stationsbrug
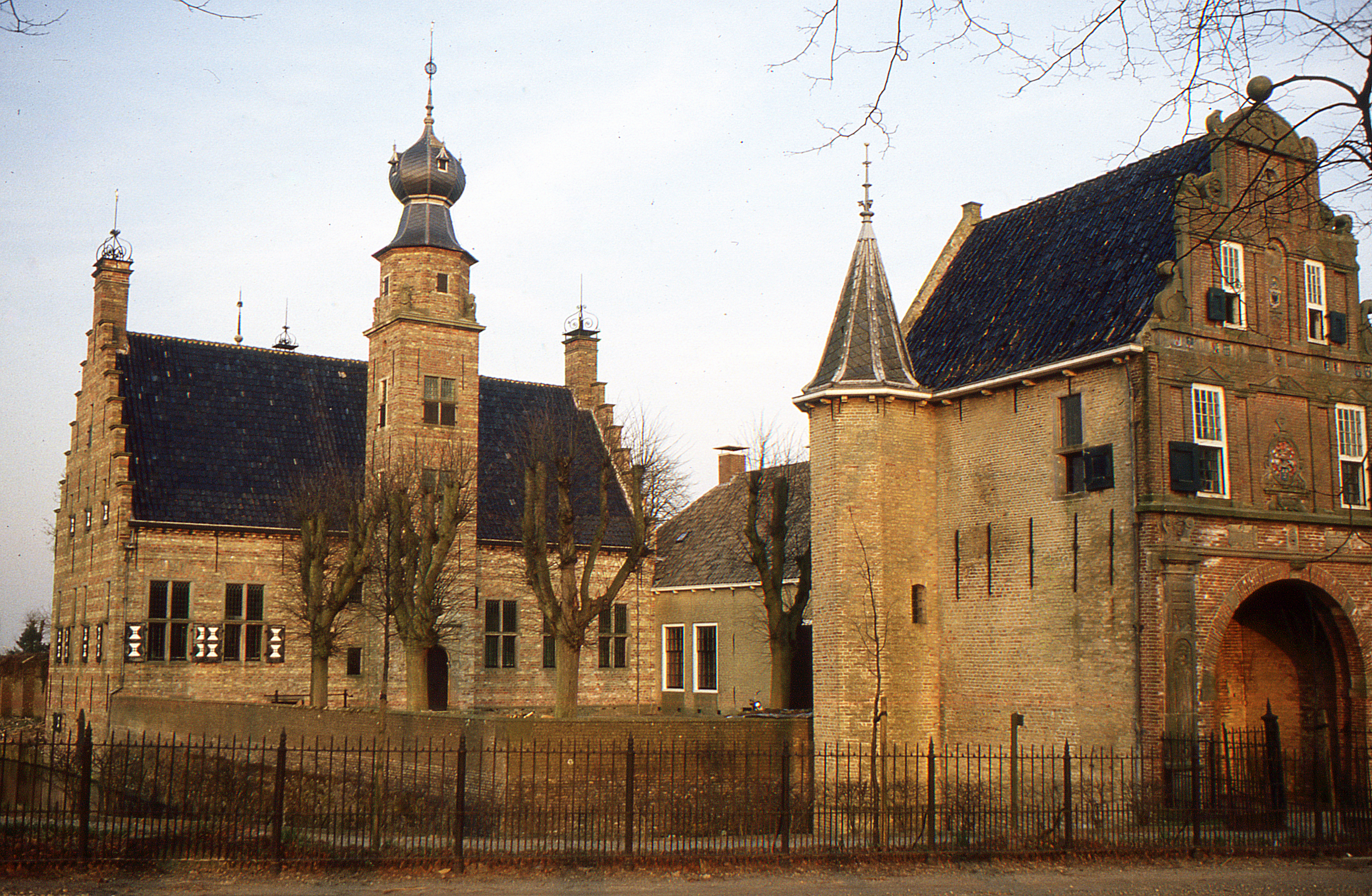
Marssum
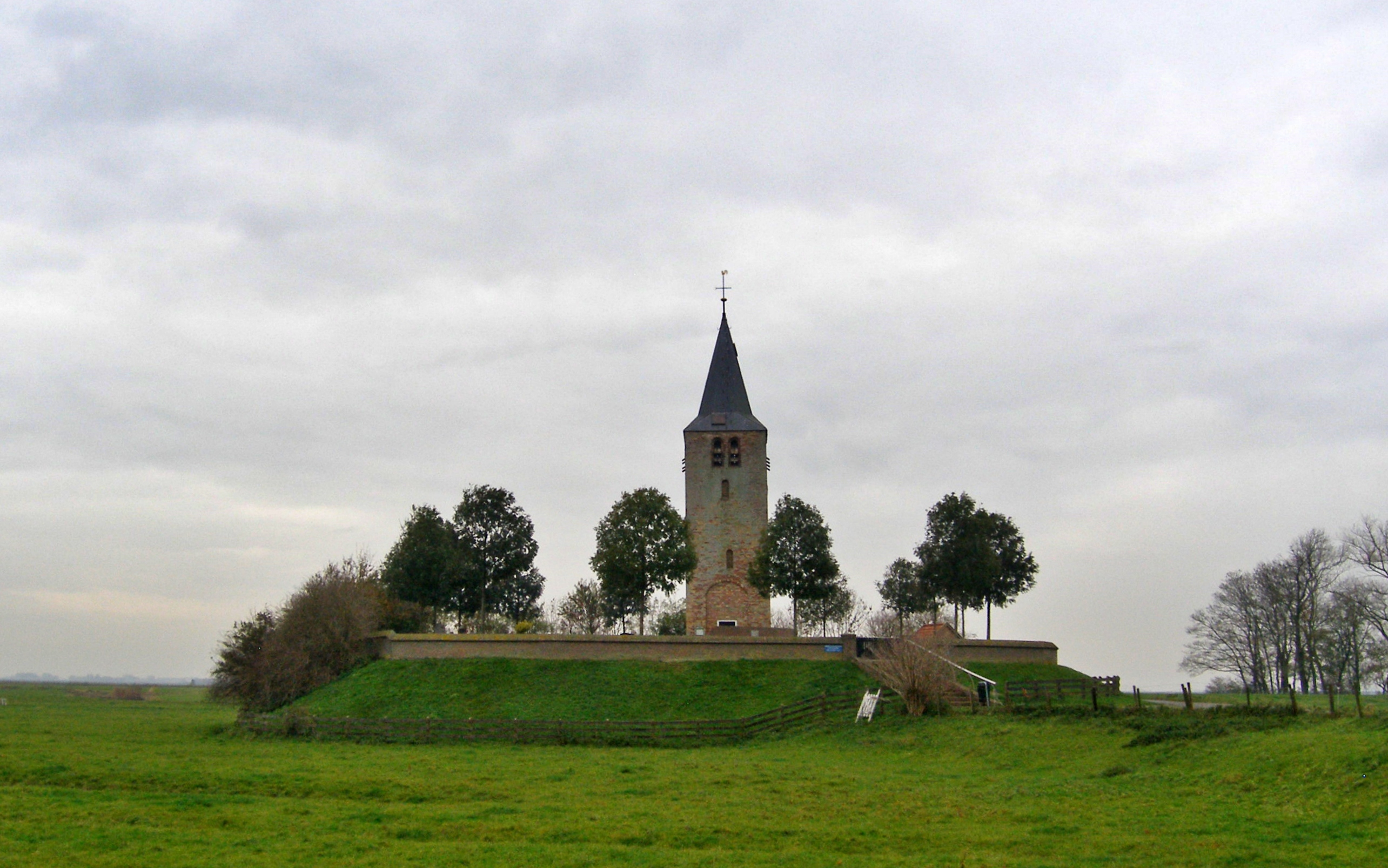
Torre de la iglesia de Easterwierrum
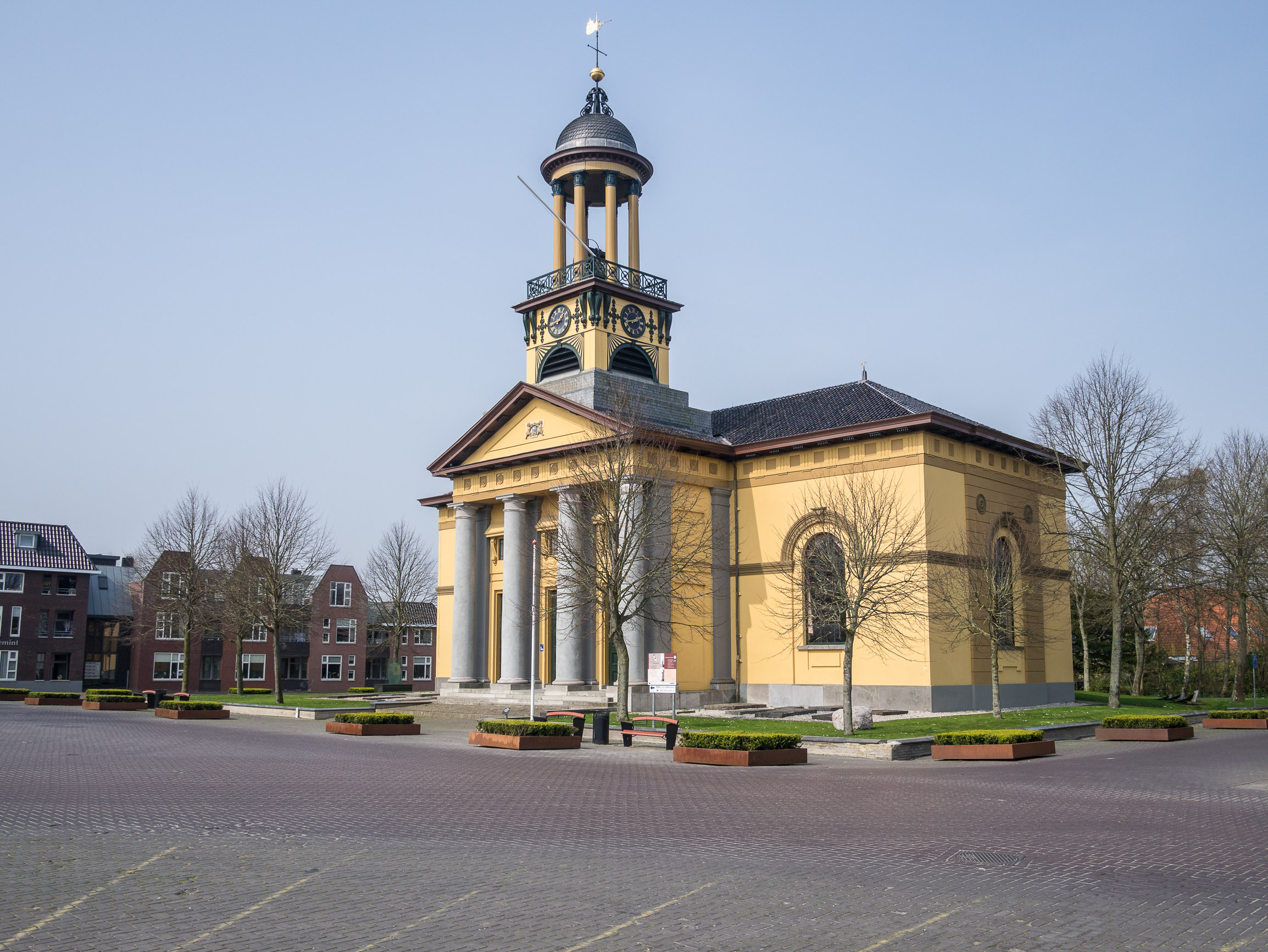
La iglesia de Sint Jacobiparochie
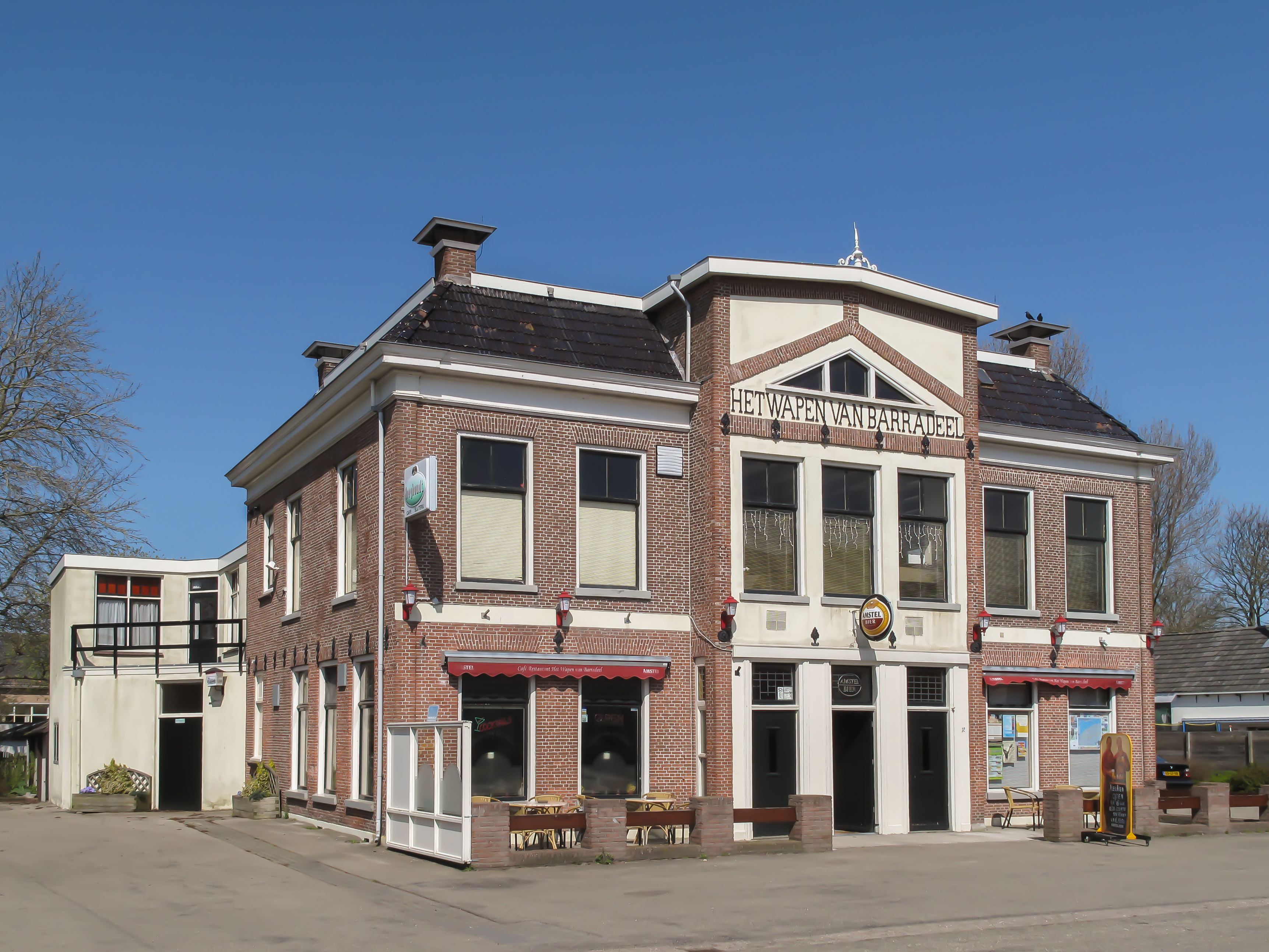
El edificio en Tzummarum